# Pradomyia hadromera
Pradomyia hadromera är en tvåvingeart som beskrevs av Stephen D. Gaimari 2007. Pradomyia hadromera ingår i släktet Pradomyia och familjen tickflugor.
Artens utbredningsområde är Costa Rica. Inga underarter finns listade i Catalogue of Life.